# روسکه کاپه
روسکه کاپه (صربی‌کرواتی: Ruske kape) نوعی دسر کیک است که در کشورهای بالکان به خصوص در بوسنی و هرزگوین، کرواسی و صربستان تهیه می‌شود. معمولاً این دسر را در ظرف‌های گرد ۶ اینچی تهیه می‌کنند. دور این خوراک را با نارگیل یا گردوهای له شده تزئین می‌کنند. روی آن معمولاً شکلات و وانیل است.